# Індіанаполіс (аеропорт)
Міжнародний аеропорт Індіанаполіс (IATA: IND, ICAO: KIND) — міжнародний аеропорт, розташований у семи милях (11 км) на південний захід від центру Індіанаполіса (штат Індіана, США). Він належить та керується управлінням аеропорту Індіанаполіса.
Летовище є сьомим за завантаженістю вантажним аеропортом в США.